# Influence de Kate Bush sur la musique pop
Pour un article plus général, voir Kate Bush.
L'influence de Kate Bush est difficile à quantifier. Dans les années qui ont suivi son retrait de la scène en 1979, puis son retrait de la sphère publique après la parution de The Red Shoes en 1993, Kate Bush est devenue l’objet d’un culte important. Beaucoup d'artistes de différentes nationalités revendiquent son influence.

## Influence de Kate Bush
Voici une liste non exhaustive d'artistes classés par ordre alphabétique, influencés par Kate Bush sur une partie de leur travail ou sur l'ensemble de leur carrière.
- Anna Calvi[2],[3]

- Haim[4]

- Little Boots[5]

- London Grammar[6]

- The Pierces[7]

- Ariel Pink[8],[9]

### Liste
Voici une liste non exhaustive de personnalités qui ont exprimé leur intérêt, voire leur admiration pour l'œuvre ou le parcours de Kate Bush :
Adrian Noble, 
Alan Stivell, Aldous Harding[réf. souhaitée], 
Alfred Biolek, 
An Pierlé, 
André 3000, 
Andre Matos, 
Andrew Powell, 
Andrew Rannells, 
Andy Samberg, 
Angel Olsen, 
Annabella Lwin (du groupe Bow Wow Wow), 
Anne Sofie von Otter, 
Annie Lennox, Ariel Wizman, 
Bernard Lenoir, 
Bill Whelan, 
Boris Johnson, 
Boy George, 
Brandon Flowers, 
Brian Griffin, 
Brian Kennedy, 
Brisa Roché, 
Camélia Jordana, 
Cameron Crowe, 
Camille O'Sullivan, 
Cathy Davey, 
Cécile Corbel, 
Cécile McLorin Salvant,
Cher, 
Chrissie Hynde, 
Christine and the Queens, 
Christophe Bigot, 
Chromatics, 
Claire Diterzi, 
Coil, 
Danny Thompson, 
Daphné, 
Dave Gahan, 
David Gilmour, 
David Mitchell, 
David Rhodes, 
Deborah Harry, 
Declan McKenna,
Disclosure, 
Dominique A, 
Dónal Lunny, 
Dree Hemingway, 
Elisabeth Moss, 
Elton John, 
Emily Jane White, 
Empress Of, Enya, 
Eoin Colfer, 
Étienne Daho, Ezra Koenig, 
Fishbone, 
Florence Welch, Forest Swords, 
Fredrika Stahl, 
Gary Brooker, 
Gemma Arterton, 
Geoff Downes, 
George Michael, 
Gered Mankowitz, 
Greg Dulli, 
Guy Garvey (du groupe Elbow), 
Hayley Westenra, 
Iamamiwhoami, 
Imogen Heap, 
Jack Antonoff, 
Jack Peñate, 
Jain, 
Jarvis Cocker, 
Jeanne Cherhal, 
Jennifer Cardini, 
Jim Kerr, 
Jimmy T. Murakami, 
Joe Boyd, 
Joe Elliott, 
Joely Fisher, 
John Boyne, 
John Lydon, 
Jon Carin, 
Jon Kelly, 
Juliette Armanet, 
Kate Moran, 
Kate Nash, 
Katie Melua, 
Kele Okereke, 
Kirsty MacColl, 
Kris Menace,
Laura Dern, 
Léa Drucker,
Lenny Henry, 
Lindsey Buckingham, 
Lindsay Kemp, 
Lou Doillon, 
Lykke Li, 
Marc Almond, 
Marianne Faithfull, 
Marina and the Diamonds, 
Martin Glover, 
Maxwell, 
Meg Myers, 
Michael Chiklis, 
Michel Gaubert, 
Midge Ure, 
Mikael Åkerfeldt, 
Moddi, 
Moodoïd, 
Mylène Farmer, 
Natalie Dessay, 
Neil Gaiman, 
New Order, 
Nick Grimshaw, 
Nick Launay, 
Nicolas Winding Refn, 
Nigel Kennedy, 
Nina Hagen, 
Noel Fielding, 
Olympe, 
Omar Hakim, 
Orbital, 
Para One, 
Pascal-Alex Vincent, 
Patti Smith, 
Paul Harrington, 
Peaches, 
Peter Erskine, 
Peter Gabriel, 
Peter Hammill, 
Placebo, 
Polly Scattergood, 
Pomme,
Prince,,, 
Rachel Sermanni, 
Rachel Z Hakim, 
Raphaël Neal, 
Raphael Saadiq, 
Robert Smith,, 
Robyn, 
Rolf Harris, 
Roy Harper, 
Röyksopp, 
Sadie Sink,
Shirley Manson, 
Sky Ferreira, 
Sofie Gråbøl, 
Sophie Ellis-Bextor, 
Sophie Marceau, 
Steve Gadd, 
Stevie Nicks, 
Susanne Sundfør, 
Tanya Donelly, 
Tarja Turunen, 
Tessa Thompson, 
The Dismemberment Plan, 
The Futureheads, 
The Married Monk, 
The Ruby Suns, 
Tim Walker, 
Tom Jones, 
Toyah Willcox, 
Tracey Emin, 
Trio Bulgarka, 
Viv Albertine, 
Warpaint, 
Weyes Blood, 
Winona Ryder, 
Yasmine Hamdan, ou encore Youn Sun Nah